# Teppe Zagheh
Teppe Zagheh (en persa: تپه زاغه‎) es un antiguo asentamiento urbano situado cerca de Qazvín, Irán. En persa, teppe significa “tell, colina”.

## Asentamiento
Se ha datado la construcción del asentamiento en el año 6500 a C.
Tras la reexcavación de Zagheh en 2001, se obtuvieron nueva datación por radiocarbono. Estas indica que el yacimiento fue colonizado hacia 5370-5070 a. C. y abandonado hacia 4460-4240 a. C. Así pues, puede pertenecer a un único periodo histórico, la Edad del Cobre de transición.

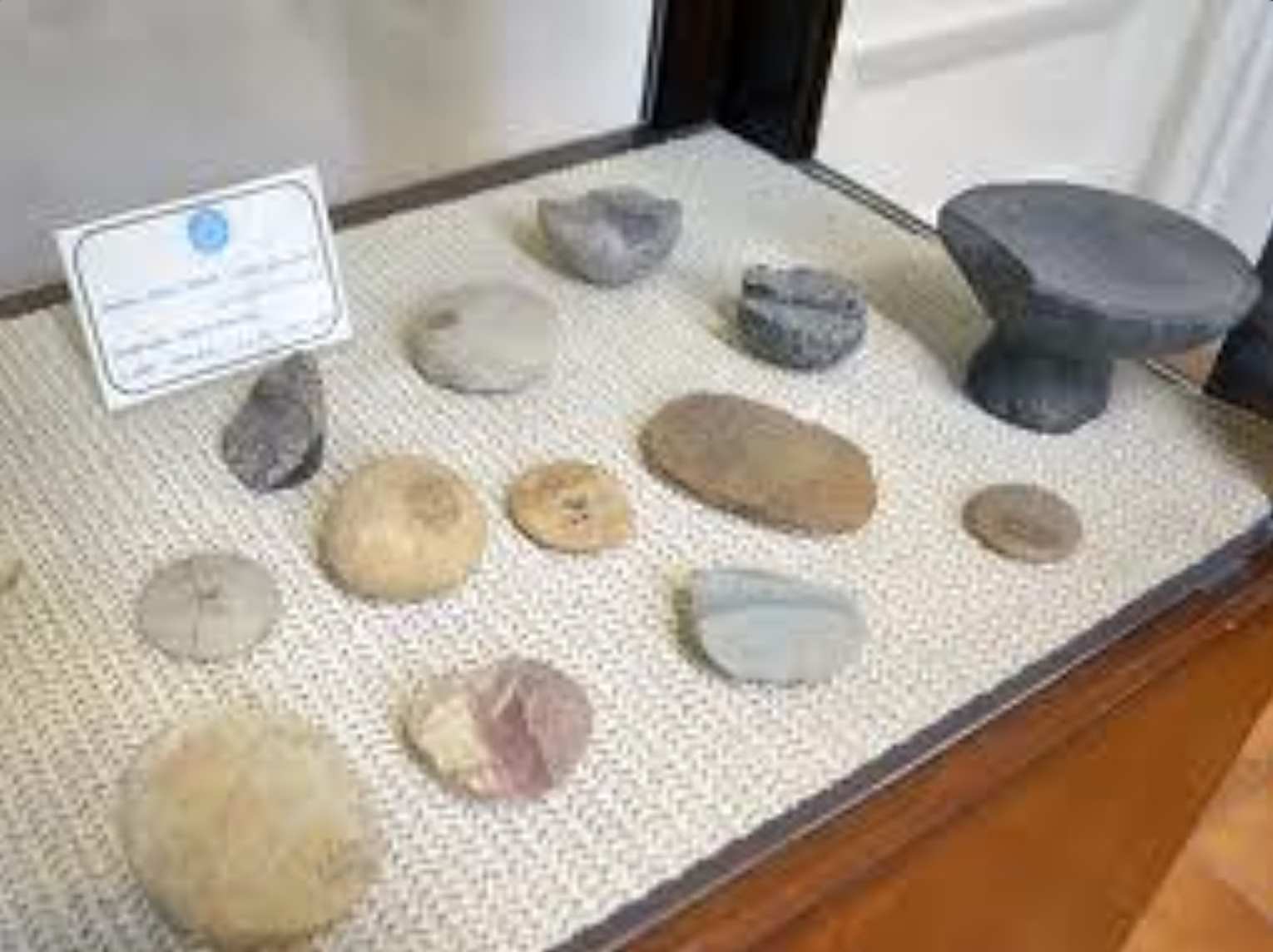
Herramientas de piedra de Tepe Zagheh, c. 7000 a. C.

Sin embargo, en Zagheh también se encontraron muchas «fichas» pequeñas de arcilla, utilizadas como objetos de recuento; tienen formas variadas y son similares a las de otros yacimientos neolíticos. Estas fichas de Zagheh se han datado tipológicamente entre el 6500 y el 5500 a. C.
En Tappeh Sialk I se halló cerámica pintada arcaica de Zagheh (ca. 6000-5500 a. C.). I, subniveles 1-2. Se trata de la cerámica pintada primitiva, que se excavó por primera vez en Teppe Zagheh.
Las figurillas de arcilla halladas en Mejergar (Pakistán), importante precursor de la civilización del valle del Indo, se asemejan a las descubiertas en Teppe Zagheh y en Jeitun, en Turkmenistán (VI milenio a. C.).